# Tert-Butylamin
tert-Butylamin ist eine organisch-chemische Verbindung aus der Stoffgruppe der aliphatischen primären Amine. Es ist strukturisomer zu n-Butylamin, iso-Butylamin und sec-Butylamin.

## Gewinnung und Darstellung
tert-Butylamin wird industriell durch Umsetzung von Isobuten mit Ammoniak bei Temperaturen von 250–300 °C und Drücken um 300 bar in Gegenwart eines sauren Zeolith-Katalysators hergestellt.
Bevorzugt werden hierbei Zeolithe vom Pentasil-Typ (z. B. ZSM-5) eingesetzt, die im Wesentlichen aus Alumo-, Boro- oder Eisensilicate bestehen. Dieser wirkt nach einem Ionenaustauscher-Mechanismus als saurer Heterogenkatalysator, kann also ein Proton abgeben.
Die komplette Reaktion läuft in Rohrbündelreaktoren, bei denen ein Wärmeträgermedium die Rohrbündel umströmt, um so die gesamte Reaktion auf nahezu konstanter Temperatur zu halten, ab. Der Katalysator wird hierbei durch einen Festbett fixiert. Das Produkt wird anschließend durch Destillation in Rektifikationskolonnen gereinigt und nicht umgesetztes Isobuten und Ammoniak wieder in den Reaktor zurückgeführt.
Bei der Protonierung von Isobuten wird das thermodynamisch stabilste Carbeniumion, hier das tert-Butyl-Kation gebildet. An dieses lagert sich anschließend nucleophil Ammoniak an. Die positive Ladung wir auf den Stickstoff des Ammoniak-Moleküls übertragen, es bildet sich also ein Ammonium-Kation. Nach dessen Deprotonierung und der damit verbundenen Rückbildung des Katalysators entsteht tert-Butylamin.
Im Labor kann tert-Butylamin durch Hydrogenolyse von 2,2-Dimethylethylenimin bei Temperaturen um 60 °C an Raney-Nickel-Katalysatoren in Dioxan als Lösungsmittel gewonnen werden.

## Eigenschaften

### Physikalische Eigenschaften
tert-Butylamin hat eine relative Gasdichte von 2,52 (Dichteverhältnis zu trockener Luft bei gleicher Temperatur und gleichem Druck) und eine relative Dichte des Dampf-Luft-Gemisches von 1,59 (Dichteverhältnis zu trockener Luft bei 20 °C und Normaldruck). Die Dampfdruckfunktion ergibt sich nach Antoine entsprechend log10(P) = A−(B/(T+C)) (P in bar, T in K) mit A = 3,90694, B = 992,719 und C = −62,727 im Temperaturbereich von 292 bis 348 K.

### Chemische Eigenschaften
tert-Butylamin ist eine leicht entzündbare farblose Flüssigkeit mit aminartigem Geruch. Es ist mit Wasser, Ethanol und Ether mischbar. Die wässrigen Lösungen reagieren allerdings stark alkalisch. Bei einer Temperatur von 20 °C und einer Konzentration von 100 g·l−1 weist tert-Butylamin einen pH-Wert von 12,1 auf.

### Sicherheitstechnische Kenngrößen
Die Verbindung bildet leicht entzündliche Dampf-Luft-Gemische. Sie hat einen Flammpunkt von −38 °C. Der Explosionsbereich liegt zwischen 1,7 Vol.‑% (50 g/m3) als untere Explosionsgrenze (UEG) und 9,2 Vol.‑% als obere Explosionsgrenze (OEG). Die Zündtemperatur beträgt 380 °C. Der Stoff fällt somit in die Temperaturklasse T2.

## Verwendung
tert-Butylamin wird als Zwischenprodukt für Kautschuk-Chemikalien, Schädlingsbekämpfungsmittel, Additive, Tenside, Arzneimittel, Korrosionsinhibitoren, Emulgatoren, Weichmacher usw. eingesetzt.

## Sicherheitshinweise
tert-Butylamin ist eine leicht entzündliche Flüssigkeit, die mit Luft explosive Gemische bildet. Des Weiteren ist es leicht flüchtig. Von tert-Butylamin gehen akute und chronische Gesundheitsgefahren aus.
Das Amin wird hauptsächlich durch die Atemwege aufgenommen, es wirkt ätzend auf Augen, Haut und Schleimhäute. Durch Einatmen können irritative bis lungenschädigende Wirkungen auftreten. Chronisch wurde eine entzündliche Hautveränderungen bei wiederholtem Kontakt festgestellt.